# Boudjebaa El Bordj
Boudjebaa El Bordj (em árabe: بوجبع البرج) é uma comuna localizada na província de Sidi Bel Abbès, Argélia. De acordo com o censo de 2008, a população total da cidade era de 3 126 habitantes.